# 4945 Ікенозенні
4945 Ікенозенні (4945 Ikenozenni) — астероїд головного поясу, відкритий 18 вересня 1987 року.
Тіссеранів параметр щодо Юпітера — 3,352.